# بئر بن عجيان (القطن)

تعديل مصدري - تعديل

بئر بن عجيان هي إحدى قرى عزلة القطن بمديرية القطن التابعة لمحافظة حضرموت، بلغ تعداد سكانها 28 نسمة حسب تعداد اليمن لعام 2004.